# Euophrys cooki
Euophrys cooki es una especie de araña saltarina del género Euophrys, familia Salticidae. Fue descrita científicamente por Zabka en 1985.
Habita en Vietnam.